# البرت ویرجیلی
البرت ویرجیلی (انگلیسی: Albert Virgili؛ زادهٔ ۱۲ فوریهٔ ۱۹۸۳) بازیکن فوتبال اهل اسپانیا است.
از باشگاه‌هایی که در آن بازی کرده‌است می‌توان به باشگاه خیمناستیک تاراگونا و باشگاه ورزشی کیتچی اشاره کرد.